# Кървавочервена манатарка
Кървавочервената манатарка (Rubroboletus dupainii) е вид bolete гъба от род Rubroboletus. Тя е родом от Европа, където е застрашена и е включен в червените списъци в шест държави. Среща се и в Северна Америка, но рядко. За първи път е регистрирана в Северна Каролина, а след това и в Айова през 2009 г. Установено е наличието ѝ в Белиз през 2007 г., където расте под Quercus peduncularis и други дъбове.
Плододава от август до октомври, особено в широколистни гори, под бук.
Кървавочервената манатарка е описана научно от френския миколог Жан Луи Емил Будие през 1902 г. Тя е прехвърлена в новия род Rubroboletus през 2014 г., заедно с няколко други сродни червеникаво оцветени, синьо оцветяващи вида гъби. Филогенетично, Rubroboletus dupainii е побратимен вид на Rubroboletus lupinus.